# Герб Артемівського району (Луганськ)
Герб Арте́мівського рай́ону — один з символів Артемівського району міста Луганська.

## Опис
Герб Артемівського району Луганська являє собою геральдичний щит, обрамлений вінком з листя липи та дубу.
На вершині щита розміщено зображення кам'яної корони — елементу герба Луганська, що визначає приналежність району до міста. На чолі корони стилізованим слов'янським шрифтом кольору бронзи розміщено напис «Луганськ».
З обох боків корони виступають кирки. Під короною на щиті знаходиться напис «АРТЕМІВСЬКИЙ РАЙОН».
В центрі щита розташована шестерня з 9 зубців бронзового кольору. В шестерні у червоному полі зображено ливарний ківш. Під шестернею розміщено зображення крилате колесо.

## Символіка
- Шестерня символізує машинобудівний завод імені Олександра Пархоменка.
- Ливарний ківш — символ трубного заводу.
- Колесо символізує ливарно-механічний завод.